# Duels
Duels ist eine englische Indie-Rockband aus Leeds.

## Geschichte
Die heutige Band entstand nach der Auflösung der Gruppe SammyUSA, der einige Musiker der aktuellen Besetzung angehört hatten. Nachdem die ersten Aufnahmen einige Achtungserfolge bei britischen Radiosendern erzielen konnten, wurde am 18. Juli 2005 mit Potential Futures die erste Single vom Label Transgressive veröffentlicht. Bekannt wurde der Titel vor allem durch den Soundtrack der Fußballsimulation FIFA 06, in dem er enthalten war.
Im Mai 2005 unterschrieben Duels einen Vertrag Nude Records, die am 7. November desselben Jahres die zweite Single Pressure On You veröffentlichten. Mit Animal folgte der dritte Titel am 10. April 2006, das Debütalbum der Band The Bright Lights and What I Should Have Learned wurde im Juli veröffentlicht. Im März 2007 gab die Gruppe bekannt, sich vom bisherigen Label getrennt zu haben, ein zweites Album soll dennoch in Planung sein.

## Diskografie

### Studioalben
- The Bright Lights and What I Should Have Learned (31. Juli 2006)

### Singles und EPs
- Potential Futures (18. Juli 2005)
- Pressure On You (7. November 2005)
- Animal (10. April 2006; UK #47)
- The Slow Build EP (Vinyl; 24. Juli 2006)
- Once In The Night EP (Vinyl; 16. Oktober 2006)